# Threshold Nunatak
Threshold Nunatak är en nunatak i Antarktis. Den ligger i Östantarktis. Nya Zeeland gör anspråk på området. Toppen på Threshold Nunatak är 1 605 meter över havet, eller 4 meter över den omgivande terrängen. Bredden vid basen är 0,92 km.
Terrängen runt Threshold Nunatak är kuperad åt sydost, men åt nordväst är den platt. Terrängen runt Threshold Nunatak sluttar norrut. Trakten är obefolkad. Det finns inga samhällen i närheten.